# Annie Rauwerda

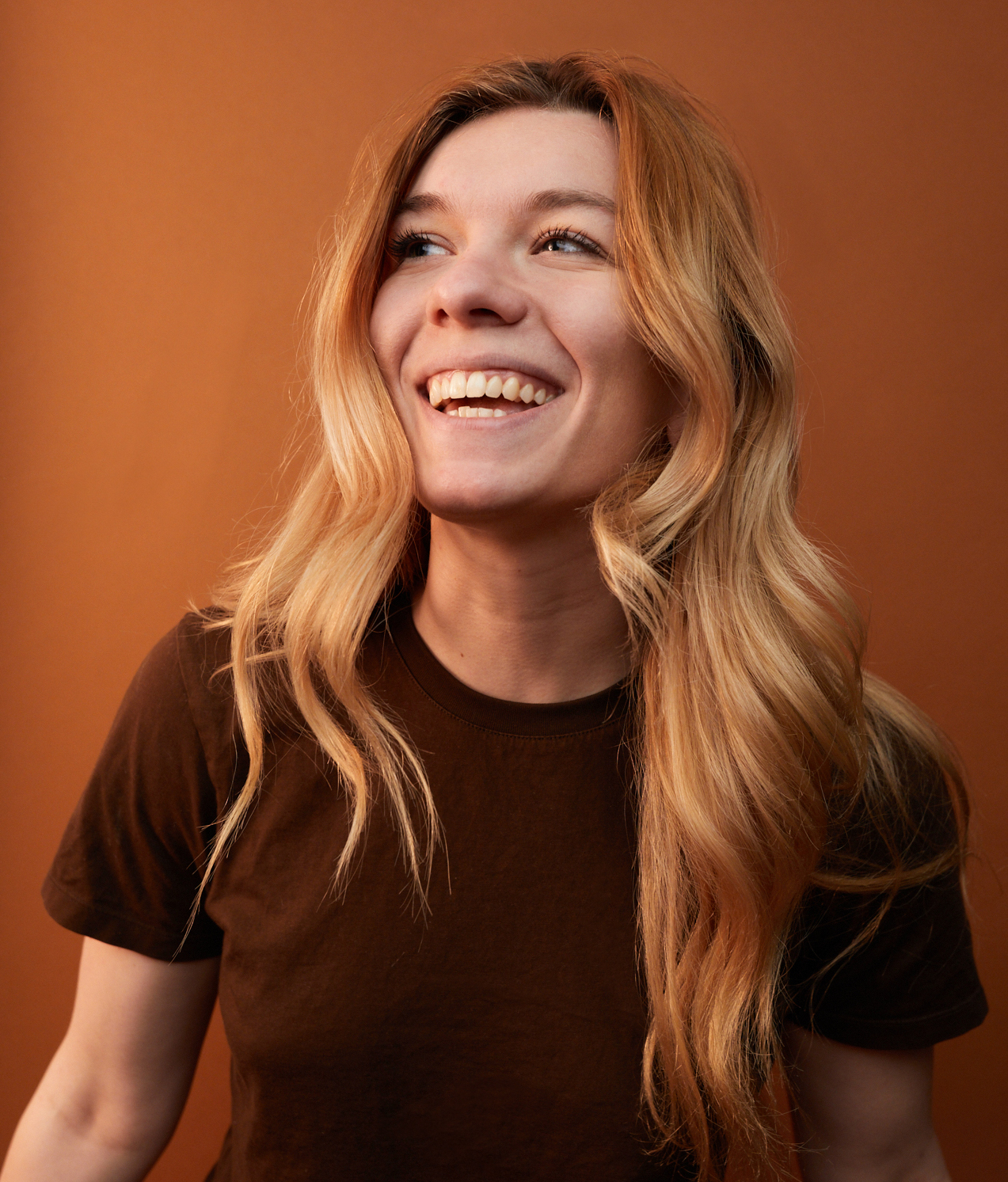
Annie Rauwerda (2023)

Annie Rauwerda (* 27. November 1999 in Grand Rapids, Michigan) ist eine US-amerikanische Internet-Persönlichkeit, Journalistin und Komikerin. Sie erlangte Bekanntheit durch Depths of Wikipedia, eine Sammlung von verschiedenen Social-Media-Accounts, mit denen sie ungewöhnliche oder amüsante Auszüge aus Wikipedia-Artikeln veröffentlicht. 

## Leben

### Privates
Rauwerda wuchs in Grand Rapids (Michigan) auf. 2019 studierte sie an der University of Michigan, die sie 2022 mit einem Bachelor of Science in Neurowissenschaften abschloss. Seit 2023 lebt sie in New York.

### Wikipedia

Logo von Depths of Wikipedia

Während der COVID-19-Pandemie legte Rauwerda in verschiedenen sozialen Medien Konten unter dem Namen Depths of Wikipedia an. Dort postet sie regelmäßig Screenshots von Seiten der Wikipedia und Schwesterprojekten, die skurril oder amüsant sind. Im Jahr 2024 hatte ihr Konto auf Instagram 1,3 Millionen Follower, das auf TikTok 185.000 und auf X 870.000 Follower.
Sie ist nach Erstellung der Accounts selbst als Autorin aktiv geworden und editiert bei der englischsprachigen Wikipedia. Neben ihren Tätigkeiten im Internet ist sie auch als Komikerin aktiv und veranstaltet seit 2021 Comedy-Shows, bei denen sie meistens ihre besten Screenshots in einer Tonbildschau präsentiert und kommentiert. Diese Veranstaltungen ähneln humoristischen Vorträgen, die teilweise individuell an den jeweiligen Auftrittsort angepasst werden und teilweise auch mit Unterstützung berühmter Gäste durchgeführt werden. 2023 präsentierte sie ihr Format im Rahmen eines TED-Talks. Anfang 2024 kündigte sie an, keine weiteren Shows zu veranstalten und stattdessen ein Sachbuch über Wikipedia und deren Autorengemeinschaft zu schreiben.
Neben diesen Projekten versucht Rauwerda, die Mitarbeit an der Wikipedia unter anderem durch das Veranstalten von Edit-a-thons zu popularisieren. Für ihre Aktivitäten wurde sie 2022 von der Wikimedia Foundation zum Media Contributor of the Year gewählt.
Ebenfalls ist sie publizistisch tätig und schreibt für die Studentenzeitung ihrer Universität The Michigan Daily, für Blogs und für das Online-Magazin Slate.

### Ewige Suppe
Am 7. Juni 2023 fing Rauwerda an, eine vegane Lauchsuppe zu kochen. Inspiriert vom Konzept der ewigen Suppe bewahrte sie immer einen Teil der Suppe auf und fügte nach jeder Mahlzeit neue Zutaten hinzu. Mit der Zeit veranstaltete sie „Suppenabende“ in Bushwick, New York, wo Interessierte dazu eingeladen waren, ihre eigenen Zutaten mitzubringen. Insgesamt beteiligten sich ungefähr 300 Personen, und das Vorhaben endete nach 60 Tagen am 6. August 2023. Die Veranstaltung erhielt beachtliche Aufmerksamkeit in den sozialen Medien und zog internationale Berichterstattung nach sich.